# Brouwerij De Fontein (Nederland)
Brouwerij De Fontein is een zelfstandige brouwerij uit Stein in de Nederlandse provincie Limburg. Naast het brouwen van bier, is de brouwerij ook actief in het maken van likeur.

## Geschiedenis
Brouwerij De Fontein is vernoemd naar de oorspronkelijke Steinse brouwerij 'De Fontein', die in 1915 haar poorten sloot. Op een steenworp van die oude brouwerij is nu de huidige brouwerij gevestigd.

#### De brouwerij
De monumentale panden waarin Brouwerij De Fontein is gevestigd, waren eeuwen geleden onderdeel van de pachtboerderij van het nabijgelegen Kasteel Stein. In deze panden woonde de pachtboer die de landerijen van de kasteelheer onderhield. Het boerenwoonhuis, dat dateert uit 1729, diende tevens als watermolen, die omstreeks 1900 zijn functie verloor. Het grootste pand van het monumentale complex is de voormalige graanschuur uit 1850, behorende bij de eerdergenoemde watermolen. Deze schuur diende als de opslagruimte voor graan, dat door de watermolen gemalen werd. Vandaag de dag is in deze schuur de brouwerij gevestigd en zal wederom graan als een van de pijlers van het proces gaan gelden. Nu niet voor opslag en het maken van brood, maar als grondstof voor het brouwen van bier.

## Assortiment

### Eigen Bieren
- Limburgs Blond - 5,9%
- Limburgs Dubbel - 6,4%
- Limburgs Tripel - 9,0%
- Meibock - 6,5%
- Herfstbock - 6,5%
- Euleteul Zomer - 5,1%
- Euleteul Winter - 8,5%
- Sakamai - 8,4%
- Paladijn - 5,0%
- Cherubijn - 7,4%
- Ambrozijn - 10,0%
- Steinder Wit - 4,9%

### Bier-Op-Maat
- Vlaamsche Reus Blond (Bierspecialiteitencafé De Vlaamsche Reus)
- Witte Jan (Café Het Centrum)
- Resistent Tripel (Café Resistent)
- Avonthuur Café Resistent
- Dorst van Maastricht (Centre Céramique)
- De Gardist (De Steinder Garde)
- Maaskanter (Gemeente Stein)
- KABAN (Conferentiehotel Kapellerput)
- Inspirator (Conferentiehotel Kapellerput)
- Inspirator Zomerblond (Conferentiehotel Kapellerput)
- Tantesbier (Herberg Bie de Tantes)
- Bercktbier (Kasteel De Berckt)
- Kasteel Elsloo Amber (Kasteel Elsloo)
- Beluga Beer (Restaurant Beluga)
- Iki Librije (Restaurant de Librije)
- Venloos Paeterke Döbbel (Café de Klep)
- Venloos Paeterke Triepel (Café de Klep)
- Roerdaler Gagelbier (Boerderijwinkel Schurenhof)

### Likeuren
- Mirabella!
- Notelaar
- Rabarberlikeur
- Chopin koffielikeur
- Sjlökske
- Kaneellikeur

### Niet meer in assortiment
- Iki beer (Iki company) (Bier-Op-Maat)
- Gijs (Lepels eten en drinken) (Bier-Op-Maat)
- Guitenbier (Gijs de Guit) (Bier-Op-Maat)
- Guuskes (Café ’t Flaterke)